# エルサレム国際博覧会
1953年エルサレム国際博覧会（1953ねんエルサレムこくさいはくらんかい、英語: International Exhibition and Fair Jerusalem Israel Conquest of the desert, Jerusalem Expo 1953）は、1953年にイスラエルのエルサレムで開催された国際博覧会（特別博）である。通称は、砂漠の征服の国際博覧会（さばくのせいふくのこくさいはくらんかい）

## 概要
テーマは「砂漠の征服」で、1953年9月22日から10月14日まで14ヶ国が参加し、会期中150万人が来場した。

## 参加国
| 参加国（14）   | 参加国（14） | 参加国（14） | 参加国（14） | 参加国（14） |
| -------------- | ------------ | ------------ | ------------ | ------------ |
| アメリカ合衆国 | イギリス     | イタリア     | イスラエル   | オーストリア |
| オランダ       | スイス       | スウェーデン | デンマーク   | トルコ       |
| ノルウェー     | フィンランド | フランス     | ベルギー     |              |